# Queensland Open 1977
Il Queensland Open 1977 è stato un torneo di tennis giocato sull'erba. Il torneo si è giocato a Brisbane in Australia dal 5 all'11 novembre 1977.

## Campioni

### Singolare maschile
Keith Hancock ha battuto in finale  Jeff Twist con il punteggio di 7–6 7–6 7–6

### Doppio maschile
Informazione non disponibile

### Singolare femminile
Regina Maršíková ha battuto in finale  Helena Anliot con il punteggio di 6–1 3–6 6–4

### Doppio femminile
Regina Maršíková /  Helena Anliot e  Nerida Gregory /  Naoko Satō non hanno terminato la finale del torneo che si è conclusa sul punteggio di 6–3 3-1